# ABBA: The Tour
Az ABBA: The Tour melyet később ABBA in Concert-nek, és ABBA North American and European Tour 1979-nek is neveztek, a svéd ABBA harmadik koncertturnéja volt, mely 1979. szeptember 13-án kezdődött, és 1980. március 27-én ért véget Tokióban. A fellépések Észak-Amerikában, Európában, valamint Ázsiában voltak, és a csapat 6. stúdióalbumát, a Voulez-Vous-t népszerűsítette. A fellépések során a csapat 13 ország 40 városában fordult meg, és összesen 52 alkalommal léptek színpadra. Ez volt a csapat utolsó turnéja, mielőtt 1982 végén nem hivatalosan is feloszlottak. A turné során a legnagyobb slágerek csendültek fel.

## Előzmények
Az ABBA 1972-es megalakulása óta 8 éven keresztül csak szórványosan lépett fel. A csapat sok éven át megtagadta az USA-beli turnét, mivel fő fellépő akart lenni, nem pedig előzenekar. A lemezcég nyomására a csapat egy rövid turnét adott Európában és Ausztráliában 1977 nyarán, majd a hatodik albumuk megjelenése után a csapat úgy döntött, hogy egy hónapig turnézik Észak-Amerikában. Benny Andersson kijelentette, hogy a turné melletti döntés azon alapult, hogy a csapatnak jobban jelen kell lennie az Észak-Amerikai közönség számára. Úgy vélte továbbá, hogy a média nem tekinti az ABBA-t "igazi" együttesnek, ha nem turnéztak volna.
1979 januárjában az ABBA Donna Summer, a Bee Gees, Olivia Newton-John és az Earth, Wind & Fire mellett fellépett az "A Gift of Song – Music for UNICEF Concert" című rendezvényen az Egyesült Nemzetek közgyűlésén New Yorkban. A koncert az Egyesült Nemzetek Gyermekalapjának támogatásául szolgált. Nem sokkal később kiderült, hogy Björn Ulvaeus és Agnetha Fältskog több hónapja külön élnek. Ennek ellenére Agnetha biztosította a médiát, hogy a csapat egységes, és kijelentette: "Jelenleg mindenki nagyon jól érzi magát. Jól együtt dolgozunk, és még mindig van mit adnunk a közönség számára."
A turnét a WEA hivatalosan 1979 májusában jelentette be, mely Kanadában, és az Egyesült Államokban kezdődött, mielőtt Európában folytatódott volna. Az album népszerűsítése közben a kvartett 1979 júniusában megkezdte a turné próbáit egy stockholmi koncertteremben Svédországban. Agnetha és Anni-Frid magán énekleckéket vett, miközben Benny és Björn a turnét szervezte. Az Egyesült Államokban a turné nagy népszerűségnek örvendett, és különböző médiákban is feltűntek. A Billboard magazin egy 50 oldalas mini magazint jelentetett meg az együttesről, mely az újság 1979. szeptember 8-i számában szerepelt. A magazin bemutatta a csapat történetét, valamint felvázolta a világ több mint 40 országában elért sikereiket. Részleteket közölt a közelgő turnéról, valamint az együttes minden tagjával közölt interjúkat. Az egyik interjú során Andersson és Ulvaeus megjegyezte, hogy milyen fontos volt a turné a csapat számára, különösen az új helyszíneken való fellépések jelentettek izgalmat. 
Benny és Björn az alábbiakat nyilatkozták: 

"Számunkra az Egyesült Államok kihívás. Az egész turné számunkra egy nagy kihívás. Ma este a közönség nagyszerű volt, és minden gördülékenyen ment. Nagyon furcsa érzés volt, hogy két és fél éve nem turnéztunk. Nincs önbizalmad addig, míg nem vagy ott, míg nem találkozol a közönséggel szemtől-szemben, így nem tudod sikerül-e vagy sem."

A sikerek ellenére azonban a Washingtonban október 4-re tervezett ABBA koncert elmaradt Fältskog érzelmi szorongásai miatt, amit a New Yorkból Bostonba tartó repülés során szenvedett el, amikor a csapat magángépe a szélsőséges időjárás miatt nem tudott időben leszállni.
A turné próbái alatt az ABBA meglepetésszerűen fellépett egy stockholmi szórakozóhelyen, hogy bepillantást nyerjenek a közelgő turnéba. Andersson úgy érezte, hogy ezt kell tenniük, hogy felépítsék az önbizalmat, mely ahhoz szükséges, hogy nagy közönség előtt felléphessenek.
A csapat 1979 augusztusában tért vissza a próbaterembe, miután véget értek az Egyesült Államok-beli, és Mexikói promóciók. Miközben a sundbybergi Europafilm Stúdióban próbáltak, Andersson és Ulvaeus előkészített egy dalt a turné népszerűsítésére, és együtt megírták a Gimme! Gimme! Gimme! (A Man After Midnight) című dalt.

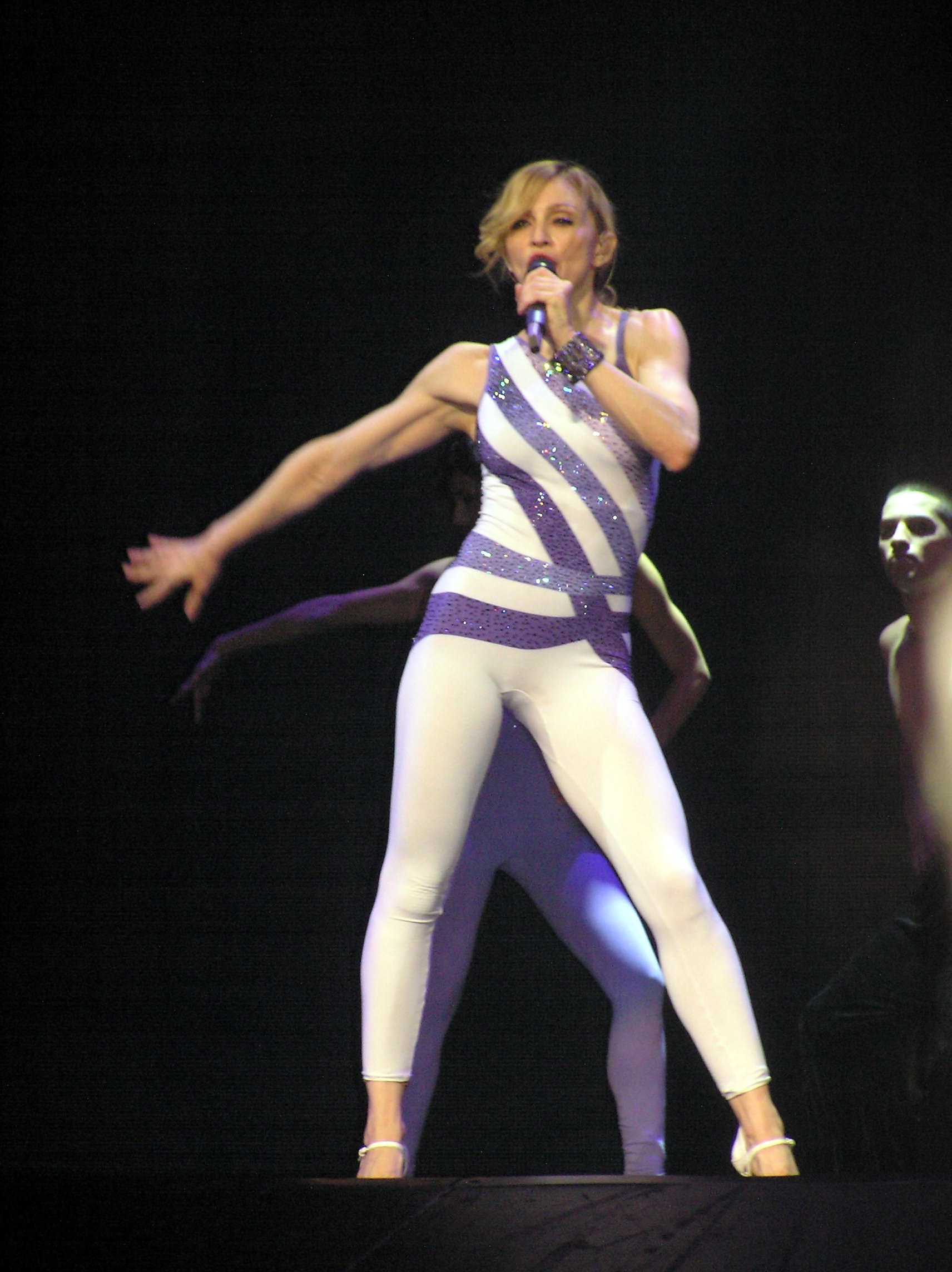
Madonna a 2006-os Confessions turné során viselt ikonikus ruhában.

A turné színvilága egy szabványos végszín volt, kék háttérrel, több háromszög alakú, jéghegyre emlékeztető szerkezettel. Fältskog és Lyngstad ezen a turnén viselte ezt az ikonikus kék, indigó és lila kombinációt. A ruházatot később Madonna újraalkotta Confessions turnéján, így tisztelegve a zenekar előtt.
Amíg a csapat turnézott az Egyesült Államokban, az ABBA: The Movie című filmjüket minden koncert után bemutatták a városban, ahol felléptek.
A kritikusok pozitív elismerése ellenére a zenekar kijelentette, hogy soha többé nem turnézik. Lyngstad azt mondta, hogy biztonságban érezte magát a színpadon, míg Fältskog a stúdióban érezte jobban magát. A csapatnak nem tetszettek a turnéra utazás körülményei. Az egyik repülőút traumatikus volt Fältskog számára. A turnézás reakcióit később a Super Trouper című dalukban írták meg. Sok rajongó azt feltételezte, hogy a dal egy hosszú levél volt, melyet Ulvaeus új szeretőjének írtak. Ez a következő sorokban olvasható: 

"I was sick and tired of everything // When I called you last night from Glasgow // All I do is eat and sleep and sing // Wishing every show was the last show". Majd a dal nézőpontot vált a következő sorokban: ""Facing 20,000 of your friends // How can anyone be so lonely // Part of a success that never ends // Still I'm thinking about you only".

Annak ellenére, hogy az ABBA tagjai szólóművészként folytatták zenei pályafutásukat, és nem ABBA-ként lépnek fel, az 1979-es turné klasszikusnak számít a rajongók körében, illetve számos kortárs művész, és ABBA Tribute zenekar vette fel a turné elemeit saját műsoraikba.

## A turnékon elhangzott dalok
1. "Gammal Fäbodpsalm" (Instrumental introduction)
2. "Voulez-Vous"
3. "If It Wasn't for the Nights"
4. "As Good as New"
5. "Knowing Me, Knowing You"
6. "Rock Me"
7. "Not Bad at All" (háttérénekes Tomas Ledin)
8. "Chiquitita"
9. "Money, Money, Money"
10. "I Have a Dream"
11. "Gimme! Gimme! Gimme! (A Man After Midnight)"
12. "S.O.S."
13. "Fernando"
14. "The Name of the Game"
15. "Eagle"
16. "Thank You for the Music"
17. "Why Did It Have to Be Me"
18. "Intermezzo No. 1" (Instrumental interlude)
19. "I'm Still Alive"
20. "Summer Night City"
21. "Take a Chance On Me"
22. "Does Your Mother Know"
23. "Hole in Your Soul"

Ráadás
1. "The Way Old Friends Do"
2. "Dancing Queen"
3. "Waterloo"

## Turnéállomások
| Dátum                | Város         | Ország                    | Helyszín                                | Teljes részvétel / Teljes kapacitás | Bevétel  |
| -------------------- | ------------- | ------------------------- | --------------------------------------- | ----------------------------------- | -------- |
| Észak-Amerika        |               |                           |                                         |                                     |          |
| 1979. szeptember 13. | Edmonton      | Kanada                    | Northlands Coliseum                     | 15,000 / 15,000                     | —        |
| 1979. szeptember 15. | Vancouver     | Kanada                    | Pacific Coliseum                        | 13,499 / 13,499                     | $125,387 |
| 1979. szeptember 17. | Seattle       | Amerikai Egyesült Államok | Seattle Center Arena                    | 5,000                               | —        |
| 1979. szeptember 18. | Portland      | Amerikai Egyesült Államok | Paramount Theatre                       | 2,776 / 2,776                       | —        |
| 1979. szeptember 21. | Concord       | Amerikai Egyesült Államok | Concord Pavilion                        | 8,096 / 8,096                       | $65,504  |
| 1979. szeptember 21. | Anaheim       | Amerikai Egyesült Államok | ACC Arena                               | 9,000 / 9,000                       | —        |
| 1979. szeptember 22. | San Diego     | Amerikai Egyesült Államok | San Diego Sports Arena                  | 3,000                               | —        |
| 1979. szeptember 23. | Tempe         | Amerikai Egyesült Államok | ASU Activity Center                     | 5,600                               | —        |
| 1979. szeptember 24. | Las Vegas     | Amerikai Egyesült Államok | Aladdin Theatre for the Performing Arts | 5,000 / 5,000                       | —        |
| 1979. szeptember 26. | Omaha         | Amerikai Egyesült Államok | Omaha Civic Auditorium                  | 10,960 / 10,960                     | —        |
| 1979. szeptember 27. | Saint Paul    | Amerikai Egyesült Államok | St. Paul Civic Center                   | 11,000                              | —        |
| 1979. szeptember 29. | Milwaukee     | Amerikai Egyesült Államok | Milwaukee Auditorium                    | 6,120 / 6,120                       | $50,585  |
| 1979. szeptember 30. | Chicago       | Amerikai Egyesült Államok | Auditorium Theatre                      | 3,900 / 3,900                       | —        |
| 1979. október 2.     | New York City | Amerikai Egyesült Államok | Radio City Music Hall                   | 6,015 / 6,015                       | —        |
| 1979. október 3.     | Boston        | Amerikai Egyesült Államok | Music Hall                              | 4,200 / 4,200                       | $34,006  |
| 1979. október 6.     | Montreal      | Kanada                    | Montreal Forum                          | 10,000                              | —        |
| 1979. október 7.     | Toronto       | Kanada                    | Maple Leaf Gardens                      | 16,400 / 16,400                     | $166,000 |
| Európa               |               |                           |                                         |                                     |          |
| 1979. október 19.    | Göteborg      | Svédország                | Scandinavium                            | 12,400 / 12,400                     | —        |
| 1979. október 20.    | Stockholm     | Svédország                | Johanneshovs Isstadion                  | 11,000 / 11,000                     | —        |
| 1979. október 21.    | Koppenhága    | Dánia                     | Falkoner Teatret                        | 2,150 / 2,150                       | —        |
| 1979. október 23.    | Párizs        | Franciaország             | Pavillon de Paris                       | 7,000 / 7,000                       | —        |
| 1979. október 24.    | Rotterdam     | Hollandia                 | Rotterdam Ahoy Sportpaleis              | 8,400 / 8,400                       | —        |
| 1979. október 25.    | Dortmund      | Nyugat-Németország        | Westfalenhallen                         | —                                   | —        |
| 1979. október 27.    | München       | Nyugat-Németország        | Olympiahalle                            | —                                   | —        |
| 1979. október 28.    | Zürich        | Svájc                     | Hallenstadion                           | 11,000 / 11,000                     | —        |
| 1979. október 29.    | Bécs          | Ausztria                  | Wiener Stadthalle                       | —                                   | —        |
| 1979. október 30.    | Böblingen     | Nyugat-Németország        | Sporthalle                              | 6,000 / 6,000                       | —        |
| 1979. november 1.    | Bréma         | Nyugat-Németország        | Stadthalle Bremen                       | —                                   | —        |
| 1979. november 2.    | Frankfurt     | Nyugat-Németország        | Festhalle Frankfurt                     | —                                   | —        |
| 1979. november 3.    | Brüsszel      | Belgium                   | Forest National                         | —                                   | —        |
| 1979. november 5.    | London        | Anglia                    | Wembley Arena                           | 48,000 / 48,000                     | —        |
| 1979. november 6.    | London        | Anglia                    | Wembley Arena                           | 48,000 / 48,000                     | —        |
| 1979. november 7.    | London        | Anglia                    | Wembley Arena                           | 48,000 / 48,000                     | —        |
| 1979. november 8.    | London        | Anglia                    | Wembley Arena                           | 48,000 / 48,000                     | —        |
| 1979. november 9.    | London        | Anglia                    | Wembley Arena                           | 48,000 / 48,000                     | —        |
| 1979. november 10.   | London        | Anglia                    | Wembley Arena                           | 48,000 / 48,000                     | —        |
| 1979. november 11.   | Stafford      | Anglia                    | Bingley Hall                            | 15,000 / 15,000                     | —        |
| 1979. november 12.   | Stafford      | Anglia                    | Bingley Hall                            | 15,000 / 15,000                     | —        |
| 1979. november 13.   | Glasgow       | Skócia                    | The Apollo                              | 3,500 / 3,500                       | —        |
| 1979. november 15.   | Dublin        | Írország                  | RDS Main Hall                           | 4,000 / 4,000                       | —        |
| Ázsia                |               |                           |                                         |                                     |          |
| 1980. március 12.    | Tokió         | Japán                     | Nippon Budokan                          | 72,000 / 72,000                     | —        |
| 1980. március 13.    | Tokió         | Japán                     | Nippon Budokan                          | 72,000 / 72,000                     | —        |
| 1980. március 14.    | Kōriyama      | Japán                     | Sōgō Taiikukan                          | 7,000 / 7,000                       | —        |
| 1980. március 17.    | Tokió         | Japán                     | Nippon Budokan                          | —                                   | —        |
| 1980. március 18.    | Tokió         | Japán                     | Nippon Budokan                          | —                                   | —        |
| 1980. március 20.    | Fukuoka       | Japán                     | Fukuoka Kyuden Kinen Gymnasium          | 2,000 / 2,000                       | —        |
| 1980. március 21.    | Osaka         | Japán                     | Festival Hall                           | 5,400 / 5,400                       | —        |
| 1980. március 22.    | Osaka         | Japán                     | Festival Hall                           | 5,400 / 5,400                       | —        |
| 1980. március 24.    | Nagoya        | Japán                     | Aichi Prefectural Gymnasium             | 4,400 / 4,400                       | —        |
| 1980. március 26.    | Tokyo         | Japán                     | Nippon Budokan                          | —                                   | —        |
| 1980. március 27.    | Tokyo         | Japán                     | Nippon Budokan                          | —                                   | —        |

## Kritika
Brian Brennant (Calgary Herald) nagyon lenyűgözte az ABBA fellépése, tekintettel arra, hogy a csapat korábban nem turnézott Észak-Amerikában. Úgy érezte, hogy a koncert nagyon szelíd volt a csapat népszerűségéhez képest, és kijelentette: "[...] a kiábrándítóan rossz hangminőség nyilvánvalóan végzetes lehet minden olyan zenekar számára, mely
elsajátítása a stúdiótechnikán múlik. A koncert első félidejében hiányzott az a felturbózott vitalitás, és provokatív önbizalom, mely általában a nagy előadókra jellemző. A hűvös profizmushoz azonban futószalagos precizitás, és számítógép tökéletes programozás volt a jellemző a műsor elejétől a végéig.

## Felvételek
A turné felvételeit ABBA in Concert címen jelentették meg, mely az 1979. novemberi londoni Wembley Aréna beli koncertet tartalmazza. A felvételt a BBC és az NBC televízió is bemutatta 1980-ban, és ebben az évben megjelent VHS kazettán is, majd 2004-ben DVD-n is.
2013 végén Benny Andersson egy interjúban megemlítette, hogy készül egy új ABBA live at Wembley album. Ezt Benny 2014. február 6-án a Radio Sweden-ben megerősítette: "Az Universal kiadó egy live albumot fog megjelentetni, mely az utolsó koncertünk volt a Wembley-ben. Talán '79-ben volt? Úgy ahogy rögzítették, semmit nem javítottunk, csak összekevertük a dalokat. Még ebben az évben megjelenik".
2014 június 9-én az ABBA hivatalos Facebook és Instagram fiókjain keresztül bejelentették a Live at Wembley Arena megjelenését. A 2CD és 3LP tartalmazza majd Agnetha "I'm Still Alive" című előadását, melyet csak ezen a turnén adtak elő, és amely először jelenik meg kereskedelmi forgalomban. Június 10-én a teljes számlistát nyilvánosságra hozták. Az album szeptember 29-én jelent meg, majd szeptember 26-án Ausztráliában, 30-án pedig az Egyesült Államokban, és Kanadában.

## Postabélyeg
1983. október 1-én az UNESCO Nemzetközi Zenei Tanács által létrehozott Zenei Világnap részeként a svéd Posten AB kiadott egy öt darabból álló bélyegsorozatot, melyek a svédországi zenéről emlékeznek meg.
A sorozatban az ABBA egy képkockája is felkerült az egyik bélyegre, mely a turné negyedik állomásán lett rögzítve Portlandben, a Paramount Színházban. A fényképet Anders Hanser készítette, és Czeslaw Slania választotta ki. A sorozat többi bélyegein svéd klasszikus, opera, folk és jazz előadókat mutattak be.